# Frederiksted

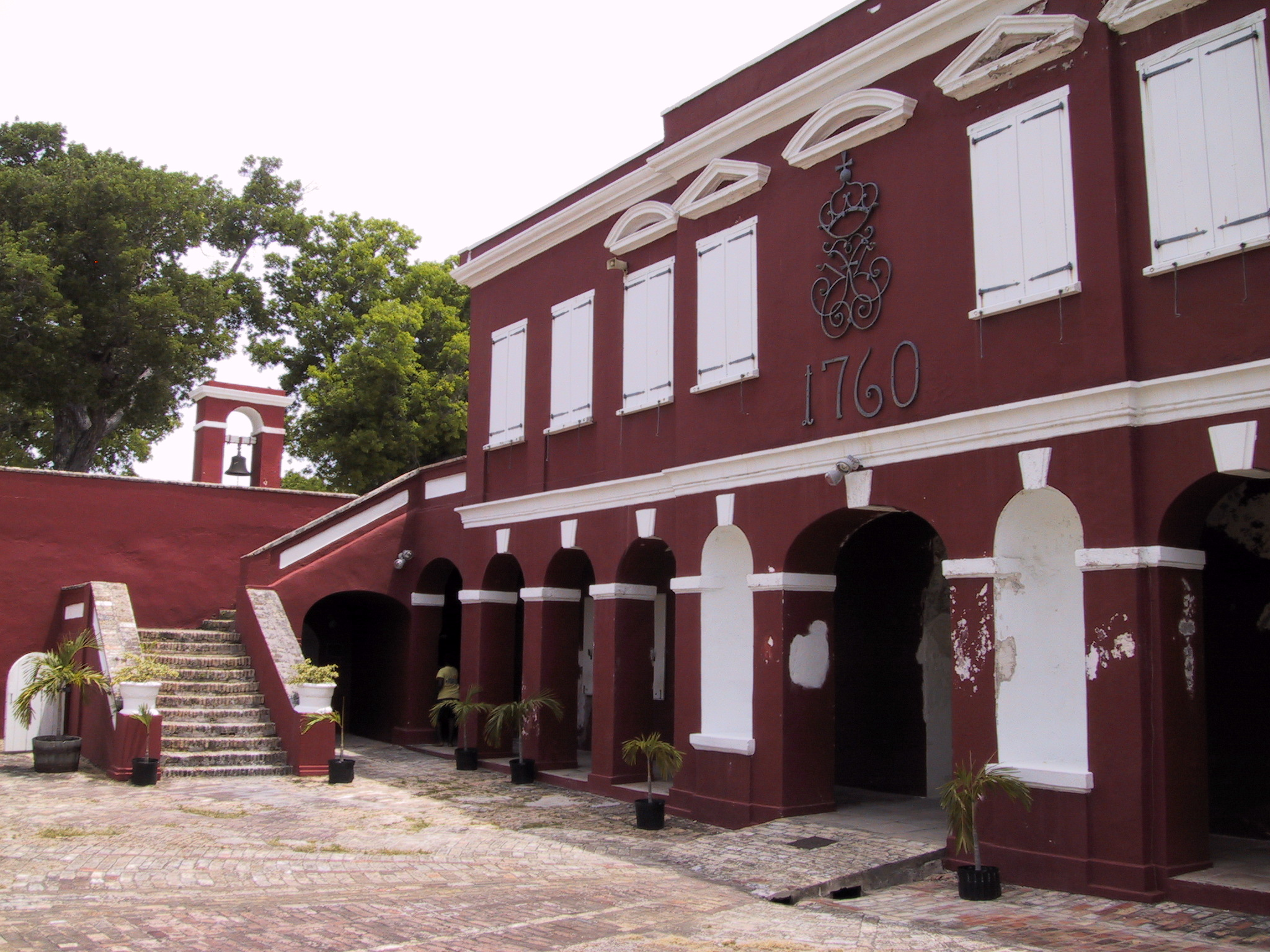
Fort Frederik

Frederiksted, U.S. Virgin Islands ist eine Gemeinde auf der Insel Saint Croix (Amerikanische Jungferninseln). Frederiksted ist dänischen Ursprungs. Benannt ist die Stadt nach König Friedrich V. von Dänemark.
Im Jahr 2000 hatte der Ort 732 Einwohner.
In der Stadt liegt das Paul E. Joseph Stadium.

## Geschichte
Die heutige Altstadt entstand in den 1700er Jahren zum Teil als Planstadt (7×7 Blöcke) nach den Plänen des Vermessers Jens Beckfor. Sehenswürdig ist unter anderem das Fort Frederik, eine Festung aus dem 18. Jahrhundert.
1847 beschloss die dänische Regierung innert zwölf Jahren die Sklaverei in den dänischen Kolonien schrittweise abzuschaffen, angefangen bei Kleinkindern und Frauen. Das war für die betroffenen Sklaven jedoch zu wenig schnell. Am 2. Juli 1848 umstellten 8000 versklavte Untertanen der dänischen Kolonie Saint Croix das Fort Frederik und drohten, die ganze Stadt anzuzünden. Sie erhielten vom dänischen Generalgouverneur Peter von Scholten am 3. Juli formell die Freiheit zugesichert, weil er keine andere Wahl mehr sah. Der befreite, ehemalige Sklave John Gotliff, der unter dem Namen General Buddhoe bekannt war, half wesentlich mit, dass er Aufstand weitgehend gewaltfrei blieb und wurde danach auf den Virgin Islands als Freiheitsheld gefeiert.

## Persönlichkeiten
- Seba Johnson (* 1973), US-amerikanische Tierrechtsaktivistin, Schauspielerin und Skirennläuferin
- Michelle Smith (* 2006), Leichtathletin
- Mary Thomas, Anführerin der Fireburn-Unruhen, bei denen 1878 halb Frederiksted niedergebrannt wurde. Thomas starb 1905 in Frederikstedt.